# Johann Lorenz Bach
Johann Lorenz Bach (Schweinfurt, 20 settembre 1695 – Itzgrund, 14 dicembre 1773) è stato un organista e compositore tedesco.

## Biografia
Nacque a Schweinfurt, suo padre Johann Valentin Bach gli insegnò a suonare e dal 1715 al 1717 a Weimar da Johann Sebastian Bach. Dal 1718 fino alla sua morte fu maestro di cappella, organista e maestro di scuola nel Freiherrlich Lichtensteinische Residenz Lahm im Itzgrund, la corte del Freiherr di Itzgrund (vicino a Coburgo).

### Opere
Fatta eccezione per il Preludio e Fuga in Re maggiore, le opere di Johann Lorenz Bach sono state perse. Una copia del Preludio esiste nell'archivio parrocchiale di Lahm a Itzgrund.